# آسنوهاونیوسیا
آسنوهاونیوسیا (به اسپانیایی: Asnohuañusja) یک کوه در پرو است که در Peru, Arequipa Region, Castilla Province واقع شده‌است. آسنوهاونیوسیا ۵٬۲۴۵ متر بالاتر از سطح دریا واقع شده‌است.